# Kuckucksrochen
Der Kuckucksrochen (Leucoraja naevus) ist eine Rochenart des Nordatlantiks, der durch zwei auffällige Augenflecken gekennzeichnet ist. Er ist in der Lage, seine Körperfarbe dem Untergrund anzupassen.

## Merkmale
Der Kuckucksrochen erreicht eine Körperlänge von maximal 50 Zentimetern. Er hat den für Rochen typischen (dorsoventral) abgeflachten Körper, der die Form einer Raute hat. Das Maul ist leicht ausgezogen und stumpf, die Brustflossen besitzen abgerundete Kanten und sind an der Vorderseite konkav eingebuchtet. Die Rückenseite ist braun marmoriert und besitzt zwei auffällige Augenflecken, der Rochen kann die Färbung an den Untergrund anpassen. Die Unterseite ist weiß oder rosafarben. Die beiden etwa gleich langen Rückenflossen befinden sich am Ende des vergleichsweise langen Schwanzstiels.

## Verbreitung
Der Kuckucksrochen lebt benthal (auf dem Meeresboden) im Nordatlantik von der Südküste Skandinaviens, des Kattegat und der Nordsee bis nach Marokko.

## Lebensweise
Wie die Mehrzahl der Rochen ist auch der Kuckucksrochen ein am Boden lebender Fisch, wobei er in der neritische Zone von 20 bis 200 Metern auf Sand- und Felsböden anzutreffen ist. Er ernährt sich vor allem von wirbellosen Tieren wie Krebstieren, Weichtieren und Stachelhäutern sowie von kleinen Fischen.
Wie die übrigen Echten Rochen (Rajidae) ist auch der Kuckucksrochen nicht lebendgebärend. Die Weibchen legen zwischen März und September etwa 6,5 Zentimeter lange Eikapseln mit langen Fortsätzen an den Ecken ab. Die Jungtiere schlüpfen nach vier bis fünf Monaten.

## Gefährdung
In der Roten Liste der IUCN wird der Kuckucksrochen als „least concern“ eingestuft.

## Belege
1. 1 2 3 4  Andreas Vilcinskas: Fische. Mitteleuropäische Süßwasserarten und Meeresfische der Nord- und Ostsee. BLV, München 2000; S. 54, ISBN 3-405-15848-6.
2. ↑  Kuckucksrochen auf Fishbase.org (englisch)
3. ↑  Leucoraja naevus in der Roten Liste gefährdeter Arten der IUCN 2009.2. Eingestellt von: Ellis, J., Ungaro, N., Serena, F., Dulvy, N.K., Tinti, F., Bertozzi, M., Pasolini, P., Mancusi, C. & Notarbartolo di Sciara, G., 2008. Abgerufen am 12. Dezember 2009.